# Wahrscheinlichkeitsvernachlässigung
Als Wahrscheinlichkeitsvernachlässigung (englisch: probability neglect) wird die Tendenz bezeichnet, die Eintrittswahrscheinlichkeiten kleiner Risiken falsch einzuschätzen. Kleine Risiken werden entweder komplett ignoriert oder aber maßlos überschätzt.
Die Wahrscheinlichkeitsvernachlässigung tritt vor allem in emotionalen Situationen auf. Die Angst vor den Konsequenzen eines bedrohlichen Szenarios führt nicht nur zu einer Überschätzung der Eintrittswahrscheinlichkeit, sondern auch zu einer Überschätzung des Nutzens präventiver und schützender Maßnahmen. Diese Überschätzung kann wiederum schädliche Folgen für persönliche und politische Entscheidungen nach sich ziehen. Ein häufig zitiertes Beispiel ist die übertriebene Angst vor terroristischen Anschlägen. Wenn diese dazu führt, dass häufiger mit dem Auto anstatt mit dem Flugzeug gereist wird, kann die Wahrscheinlichkeitsvernachlässigung viele Menschenleben kosten, weil Fliegen tatsächlich risikoärmer ist als Fahren.